# David Pabón
David Pabón Figueroa (Isla Vieques, 20 de junio de 1964) es un cantante y compositor de salsa puertorriqueño. Sus canciones, muchas veces escritas por Kike Santander, pertenecen al estilo “Salsa Erótica” o “Salsa Romántica”.

## Trayectoria
Nació en Puerto Rico. Aprendió a tocar la guitarra cuando era niño.
Pasó su juventud en Bayamón y allí descubrió la música salsa. Fue influenciado por músicos contemporáneos como Larry Harlow, Willie Colón, Héctor Lavoe, Fania All-Stars, "Richie" Ricardo Ray, Roberto Roena, Ismael Rivera, Rubén Blades, Bobby Valentín, Ray Barretto, Eddie Palmieri, Lalo Rodríguez y otros. Acompañó un rato a la emisora local Radio Musical con congas y cantó. En el colegio fundó el grupo El Condór, que rápidamente se disolvió. Ya era mánager de su segunda banda Unión 78. 
Tuvo sus problemas del alcoholismo tras estancias en clínicas de rehabilitación. 
Sus mayores éxitos hasta la fecha incluyen Aquel viejo motel, Cuando bailas, Por instinto, Ahora tengo ganas, Y nós amamos, Cuando hacemos el amor, Cara dura y Apagame .

## Discografía
- Es de verdad (1989)
- 1. Apagame
- 2. Mis ganas se quedaron
- 3. Quemame con tu cuerpo
- 4. Cuando hacemos el amor
- 5. Aquel viejo motel
- 6. Vete con el
- 7. Ahora tengo ganas
- 8. No me conoces
- Renacimiento (1990)
- 1. Y nos amamos
- 2. Ya no eres tu
- 3. Abrázame
- 4. Ha llegado la hora
- 5. Te voy a olvidar
- 6. La sombra de tu cuarto
- 7. Alma de hielo
- 8. Jamás
- En la brega (1992)
- 1. Como lo haces conmigo
- 2. Mas quiero mas
- 3. Mi libro preferido
- 4. Un día sí, un día no
- 5. Estoy buscándote
- 6. Todo lo tengo en tu cuerpo
- 7. Te acepto
- 8. Me equivoque de nuevo
- Como lo haces conmigo (1994)
- 1. como lo haces conmigo
- 2. mas quiero mas
- 3. estoy buscandote
- 4. todo lo tengo en tu cuerpo
- 5. qué pasa contigo
- 6. perdóname
- 7. cuando bailas
- 8. para ti mujer
- 9. te acepto
- 10. quererte así
- 11. una joya valiosa
- 12. dámelo todo
- La Sensación David Pabón (2000)
- 1. Aquel Viejo Motel
- 2. Y Nos Amamos
- 3. Te Voy A Olvidar
- 4. Cuando Hacemos El Amor
- 5. Alma De Hielo
- 6. Dámelo Todo
- 7. Un Día Sí, Un Día No
- 8. Apágame
- Mejor que ayer (2001)
- 1. Desesperando
- 2. Aquel Viejo Motel
- 3. Cara Dura
- 4. Imagínate Sin Mi
- 5. Como Lo Haces Conmigo
- 6. Y Nos Amamos
- 7. Y La Tristeza Se Fue
- 8. Te Acepto
- 9. No Me Conoces
- 10. Si Me Ves Llorar
- 11. Lluvia De Amor
- 12. Vete Con Él
- 13. Aquel Viejo Motel (pista)
- Por Naturaleza (2003)
- 1. Naturaleza muerta
- 2. Amor de cerca
- 3. La más fea
- 4. Atado a ti
- 5. Extraños
- 6. Una miradita
- 7. Podemos
- 8. Dos hombres, un destino
- 9. Que no pierda el compás
- 10. Atado a ti (versión balada)
- Desde Hoy (2005)
- 1. Pobre De Él
- 2. Mi Todo Tú
- 3. Dígale
- 4. Desde Hoy
- 5. Tres Veces No
- 6. La Mujer Que Me Domina
- 7. Vamos A Tener Que Querernos Mas
- 8. Fuego
- 9. Como No Voy A Quererte
- 10. Aléjate